# Blåssynthesizer

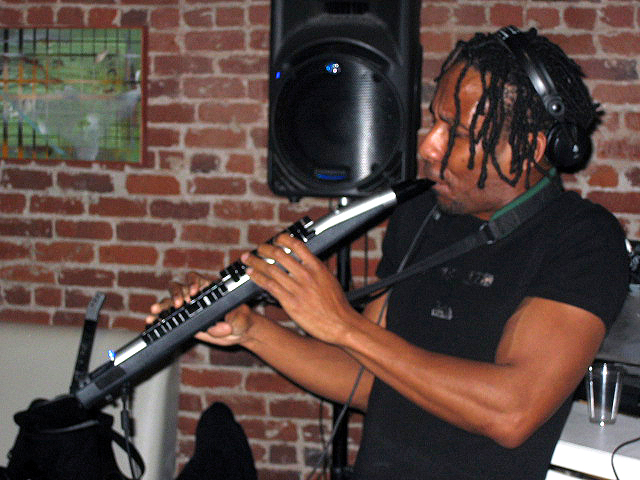
Man med blåssynthesizer.

En blåssynthesizer är ett elektriskt blåsinstrument.
Blåssynthesizer spelas som ett vanligt blåsinstrument med klaffar, till exempel en saxofon.
Den har en s.k. ljudmodul med register, volymkontroll och annat som synthesizers brukar ha.